# AZTI
AZTI | Centro Científico y Tecnológico, es un centro de investigación y desarrollo de carácter privado español especializado en el medio marino y la alimentación, cuyo objetivo principal es generar soluciones innovadoras de alto impacto en colaboración con organizaciones alineadas con los Objetivos de Desarrollo Sostenible. AZTI trabaja para contribuir a una sociedad más saludable, sostenible e íntegra, impulsando un cambio positivo para el futuro de las personas y los ecosistemas.

## Historia
AZTI fue fundado en 1981 con la creación del Servicio de Investigación Oceanográfica (SIO) en San Sebastián, bajo la transferencia de las competencias en materia de investigación científica y técnica por parte de la Comunidad Autónoma del País Vasco. En 1984, la Diputación Foral de Bizkaia autoriza la constitución de la Arrantzuarekiko Zientzia eta Teknika Ikaskundea (A.Z.T.I), un instituto dedicado a la ciencia y tecnología pesquera, con sede en Sukarrieta (Bizkaia). A partir de 1988, tras un periodo de coexistencia con el Servicio de Investigación Oceanográfica del Gobierno Vasco, ambas instituciones se fusionan para dar origen a AZTI-SIO, una empresa pública que asumió la gestión exclusiva de la investigación en el ámbito marino y pesquero, y amplió su ámbito de actuación al sector agroalimentario.
En 1996, AZTI tomó la decisión de constituir un Centro Tecnológico Privado bajo la figura de la Fundación AZTI, buscando adaptarse mejor a las demandas del mercado y a la creciente necesidad de flexibilidad en su gestión. Este cambio permitió a AZTI combinar la gestión privada con su compromiso social y público. La Fundación AZTI fue creada en diciembre de 1997 con la colaboración de diversas empresas del sector agroalimentario y pesquero.
En 2003, AZTI se integró en Tecnalia, la Corporación Tecnológica de Euskadi, lo que permitió a la organización ampliar su impacto y capacidades dentro del ecosistema científico-tecnológico del País Vasco. 
Sin embargo, en 2019 AZTI abandonó Tecnalia para integrarse en la Basque Research & Technology Alliance (BRTA), un consorcio creado con el fin de impulsar el ecosistema tecnológico de Euskadi. A partir de este momento, AZTI forma parte de BRTA junto con otros centros tecnológicos y el Gobierno Vasco, contribuyendo activamente a la investigación y la innovación en el ámbito marino y alimentario.

## Actividad
AZTI se dedica a la investigación científica y tecnológica en dos áreas clave: el medio marino y la alimentación. 
La actividad de la organización está orientada a la sostenibilidad de los ecosistemas marinos, la gestión de recursos pesqueros y la conservación del medio ambiente marino, con un especial énfasis en aportar datos sobre la transformación de los océanos y sus recursos a causa de la crisis climática.
Además AZTI se centra en la investigación y desarrollo en seguridad alimentaria, la creación de nuevos productos alimenticios y la nutrición de precisión, con la eficiencia y sostenibilidad de la cadena de valor alimentaria como eje transversal.
AZTI trabaja en estrecha colaboración con empresas, instituciones y organismos internacionales. La organización también se dedica al fomento de la innovación colaborativa, la creación de valor y la transferencia de conocimiento a la industria y a la sociedad.

## Misión y Visión
La misión de AZTI es generar conocimiento y desarrollar proyectos de transformación social y económica mediante la innovación, contribuyendo a los desafíos globales de sostenibilidad. Para 2030, AZTI aspira a consolidarse como un referente europeo en el ámbito marino y alimentario, ofreciendo soluciones innovadoras para los sectores relacionados, alineadas con los ODS de las Naciones Unidas.

## Áreas de especialización
AZTI se especializa en dos áreas principales de investigación:
- El número de publicaciones científicas está por encima de las 140 publicaciones indexadas al año (>75 % en Q1), con más de 6300 citas a trabajos de AZTI este año. En cuanto a calidad, el número de citas supera las 30 citas por publicación. [17]
- AZTI se encuentra en reconocida en el índice SCIMAGO que mide la excelencia a nivel global por la contribución a la Investigación, Innovación y el impacto social en el percentil que indica que solo un 33 % de las instituciones a nivel mundial de las áreas de conocimiento de AZTI tiene resultados iguales o mejores a los de este centro tecnológico.[18]

## Publicaciones de alto impacto
AZTI se especializa en dos áreas principales de investigación:
- Medio Marino: Investigación en biodiversidad, gestión pesquera, conservación de los ecosistemas marinos y sostenibilidad del medio ambiente marino.
- Alimentación: Innovación en la cadena de valor alimentaria, con énfasis en seguridad alimentaria, desarrollo de nuevos productos, y promoción de hábitos alimenticios saludables.

## Ubicación
AZTI tiene varias sedes en el País Vasco, lo que le permite desarrollar su actividad en estrecha relación con los sectores pesquero y agroalimentario:
Sukarrieta (Bizkaia): Txatxarramendi ugartea z/g, 48395 Sukarrieta - Bizkaia.
Pasaia (Gipuzkoa): Herrera Kaia, Portualdea z/g, 20110 Pasaia - Gipuzkoa.
Derio (Bizkaia): Parque Tecnológico de Bizkaia, Astondo Bidea, Edificio 609, 48160 Derio - Bizkaia.

## Colaboraciones y alianzas
AZTI es miembro activo de la Basque Research & Technology Alliance (BRTA) y socio de EIT Food, lo que le permite fortalecer su colaboración con otras entidades de investigación y desarrollar proyectos a nivel europeo en los ámbitos marino y alimentario.